# Frahier-et-Chatebier
Frahier-et-Chatebier [fʁaje e ʃatbje] ist ein Dorf und eine Gemeinde mit 1377 Einwohnern (Stand: 1. Januar 2022) im französischen Département Haute-Saône in der Region Bourgogne-Franche-Comté. Die Gemeinde gehört zum Arrondissement Lure und ist Mitglied im Gemeindeverband Communauté de communes Rahin et Chérimont. Die Einwohner werden Frahioulots und Frahioulotes genannt.

## Geografie
Frahier-et-Chatebier liegt an der Lizaine, etwa zehn Kilometer westnordwestlich von Belfort.
Der Canal de la Haute-Saône (deutsch: Haute-Saône-Kanal) durchquert die Gemeinde. Der Bau des Kanals wurde 1882 begonnen, während des Ersten Weltkrieges unterbrochen und danach nicht mehr fortgesetzt. Nur der Teil zwischen Botans und der Mündung in den Canal du Rhône au Rhin wurde fertiggestellt und 1926 in Betrieb genommen. Der Abschnitt zwischen Botans und Ronchamp stellt ein nie funktionsfähig gewesenes Baudenkmal dar und wird heute gerne für Freizeitaktivitäten genutzt.
Nachbargemeinden von Frahier-et-Chatebier sind Plancher-Bas und Errevet im Norden, Évette-Salbert im Osten, Châlonvillars im Südosten, Chagey im Süden, Chenebier im Südwesten, Échavanne im Westen sowie Champagney im Nordwesten.

## Geschichte
Im Deutsch-Französischen Krieg von 1870–1871 fand auf dem Gebiet der Gemeinde die Schlacht an der Lisaine statt.

### Bevölkerungsentwicklung
| Jahr                       | 1962 | 1968 | 1975 | 1982 | 1990 | 1999 | 2008 |
| Einwohner                  | 572  | 575  | 616  | 907  | 1005 | 1038 | 1158 |
| Quellen: Cassini und INSEE |      |      |      |      |      |      |      |

## Sehenswürdigkeiten

Kirche Saint-Valbert in Frahier-et-Chatebier
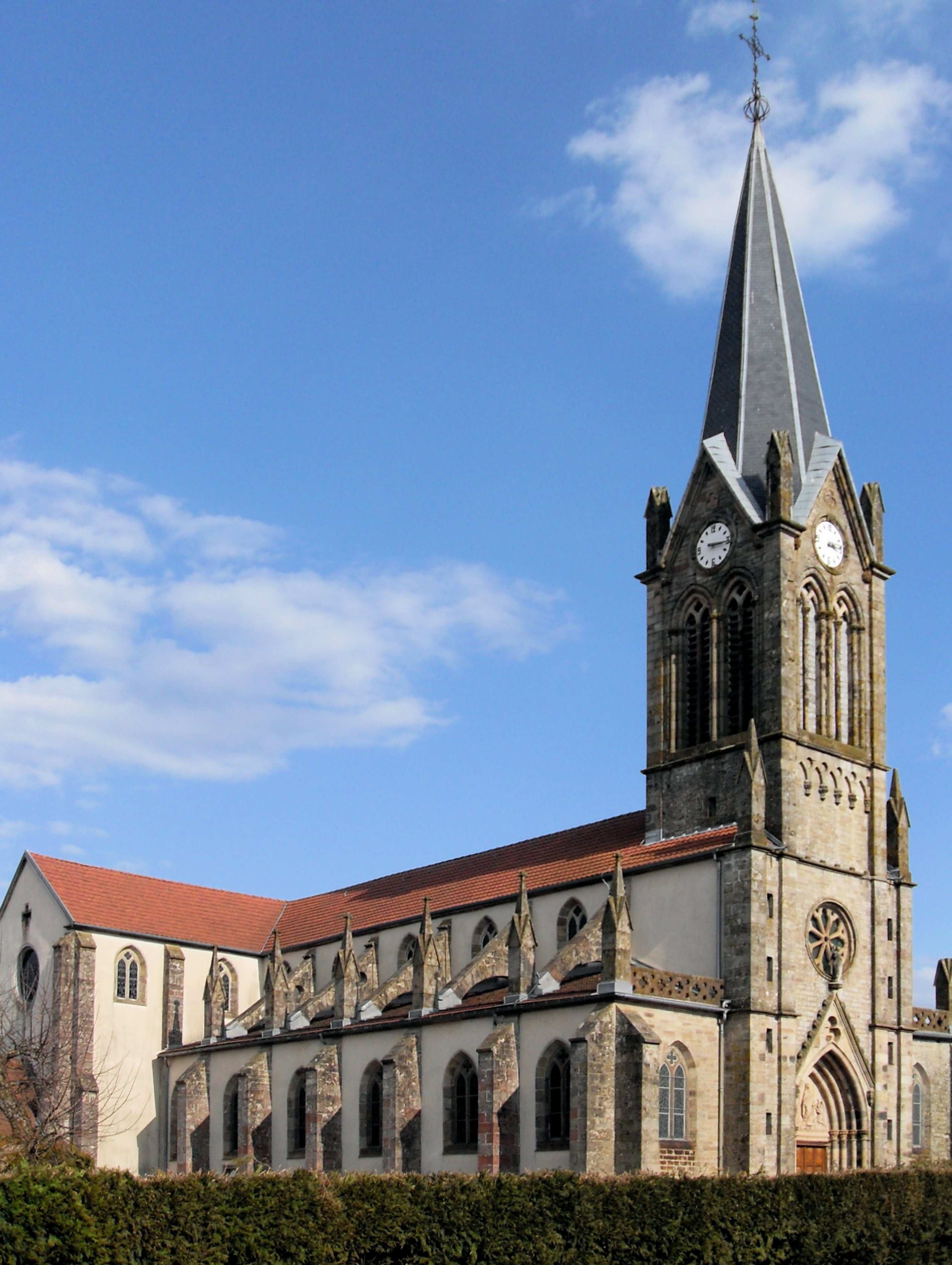
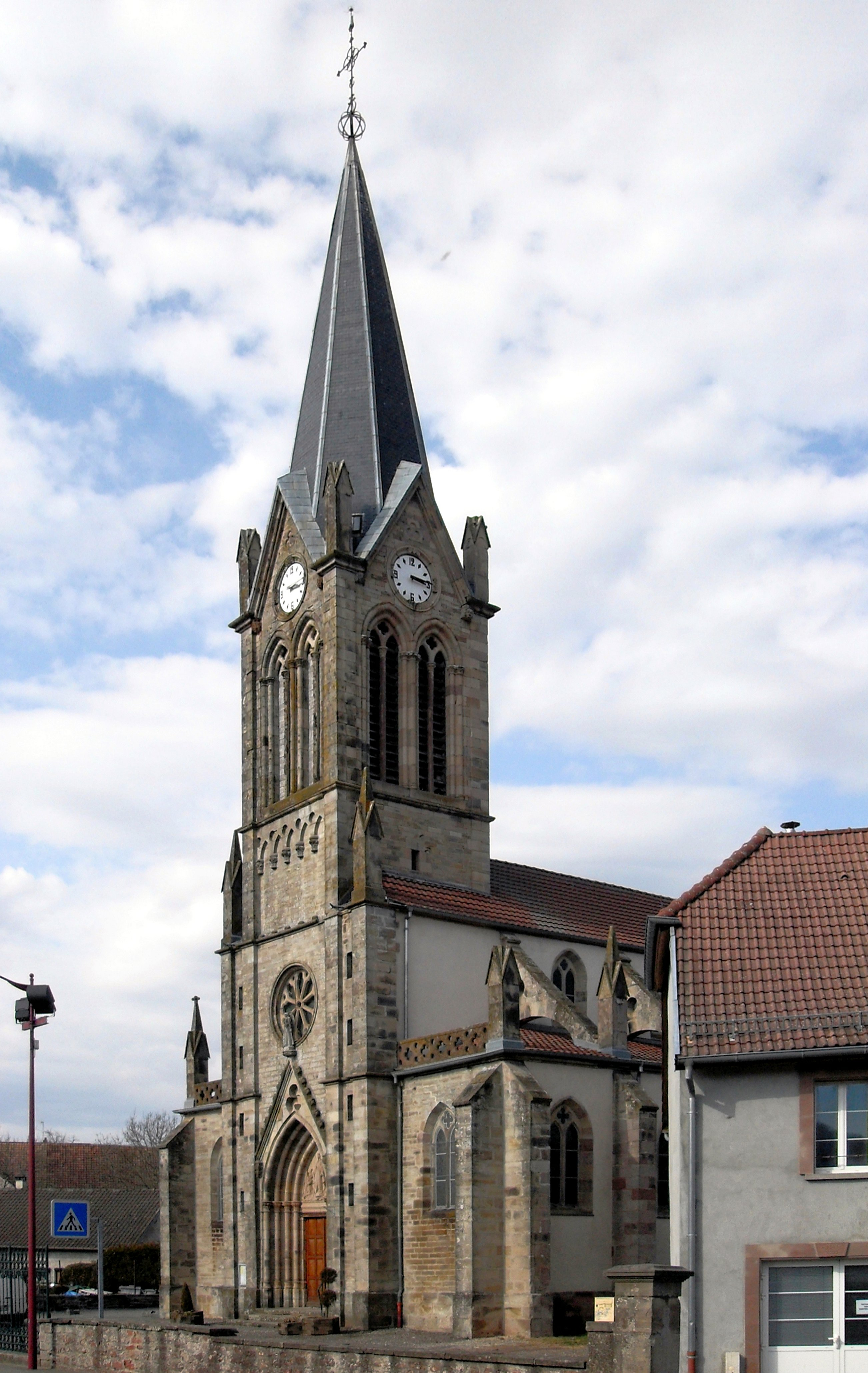